# Edops
Edops es un género extinto representado por una única especie de temnospóndilo que vivió a principios del período Pérmico en lo que hoy son los Estados Unidos. Medía aproximadamente 2 metros de largo y poseía un amplio cráneo con largos dientes palatales. 

## Filogenia
Cladograma según Schoch en 2013:

| Edopoidea | \| \| Edopidae \| \| \| \| \| \| Cochleosauridae \| \| \| \| |
|           | \| \| Edopidae \| \| \| \| \| \| Cochleosauridae \| \| \| \| |
|           | Edopidae                                                     |
|           |                                                              |
|           | Cochleosauridae                                              |
|           |                                                              |